# Corchorus hirsutus
Corchorus hirsutus är en malvaväxtart som beskrevs av Carl von Linné. Corchorus hirsutus ingår i släktet Corchorus och familjen malvaväxter. Inga underarter finns listade i Catalogue of Life.